# Szahdad-e Kahir
Szahdad-e Kahir (pers.: ‏شهداد کهیر‎) – wieś w południowym Iranie, w ostanie Sistan i Beludżystan. W 2006 roku miejscowość liczyła 560 osób w 115 rodzinach.